# Lliga nigeriana de futbol
La Lliga nigeriana de futbol (Nigerian Professional Football League (NPFL)) és la màxima competició futbolística de Nigèria. És organitzada per la Nigeria Football Association.

## Història
La lliga nigeriana de futbol va ser creada el 1972. El 1971 es disputà la Amachree Gold Cup, que sovint també s'inclou dins del palmarès. Amb anterioritat existí la Lliga de Lagos, que data des de 1931, tot i que es va disputar un primer campionat el 1923.
La competició ha rebut diverses denominacions amb el pas del temps, des de Primera Divisió a Premier League. La temporada 2007/08 fou coneguda com a Globacom Premier League, pel patrocini de l'empresa de telecomunicacions Globacom.
- 1972-1979: the National League o Nigerian Football League
- 1979-1990: Nigerian National League - First Division
- 1990-1993: Nigerian Professional League
- 1993-2000: Nigerian Premier League
- 2000-2003: Nigerian Premiership
- 2004-2013: Nigerian Premier League
- 2014-2023: Nigerian Professional Football League
- 2023-avui: Nigerian Premier League[3]

## Principals estadis
| Ciutat        | Estadi                                | Capacitat |
| ------------- | ------------------------------------- | --------- |
| Jos           | Estadi New Jos                        | 60.000    |
| Katsina       | Estadi Muhammadu Dikko                | 35.000    |
| Uyo           | Estadi Internacional Godswill Akpabio | 30.000    |
| Lagos         | Estadi Teslim Balogun                 | 24.325    |
| Makurdi       | Estadi Aper Aku                       | 20.000    |
| Ijebu Ode     | Estadi Dipo Dina                      | 20.000    |
| Enugu         | Estadi Ifeanyi Ubah FC                | 18.000    |
| Aba           | Estadi Enyimba International          | 16.000    |
| Kano          | Estadi Sani Abacha                    | 16.000    |
| Port Harcourt | Estadi Yakubu Gowon                   | 16.000    |
| Bauchi        | Estadi Abubakar Tafawa Balewa         | 15.000    |
| Gombe         | Estadi Pantami                        | 12.000    |
| Owerri        | Estadi Dan Anyiam                     | 10.000    |

## Historial
Font:
- 1971:  Rangers International (1)[a]
- 1972:  Mighty Jets (1)
- 1973:  Bendel Insurance (1)
- 1974:  Rangers International (2)
- 1975:  Rangers International (3)
- 1976:  IICC Shooting Stars (1)
- 1977:  Rangers International (4)[b]
- 1978:  Racca Rovers (1)
- 1979:  Bendel Insurance (2)
- 1980:  IICC Shooting Stars (2)
- 1981:  Rangers International (5)
- 1982:  Rangers International (6)
- 1983:  IICC Shooting Stars (3)
- 1984:  Rangers International (7)
- 1985:  New Nigeria Bank (1)
- 1986:  Leventis United FC (1)
- 1987:  Iwuanyanwu Nationale (1)
- 1988:  Iwuanyanwu Nationale (2)
- 1989:  Iwuanyanwu Nationale (3)
- 1990:  Iwuanyanwu Nationale (4)
- 1991:  Julius Berger (1)
- 1992:  Stationery Stores (1)
- 1993:  Iwuanyanwu Nationale (5)
- 1994:  BCC Lions (1)
- 1995:  3SC Shooting Stars (4)
- 1996:  Udoji United FC (1)
- 1997:  Eagle Cement (1)
- 1998:  3SC Shooting Stars (5)
- 1999:  Lobi Stars FC (1)
- 2000:  Julius Berger (2)
- 2001:  Enyimba FC (1)
- 2002:  Enyimba FC (2)
- 2003:  Enyimba FC (3)
- 2004:  Dolphins FC (2)
- 2005:  Enyimba FC (4)
- 2006:  Ocean Boys FC (1)
- 2007:  Enyimba FC (5)
- 2008:  Kano Pillars FC (1)
- 2009:  Bayelsa United FC (1)
- 2010:  Enyimba FC (6)
- 2011:  Dolphins FC (3)
- 2012:  Kano Pillars FC (2)
- 2013:  Kano Pillars FC (3)
- 2014:  Kano Pillars FC (4)
- 2015:  Enyimba FC (7)
- 2016:  Rangers International (8)
- 2017:  Plateau United FC (1)
- 2018:  Lobi Stars FC (2)[c]
- 2019:  Enyimba FC (8)
- 2019-20: Cancel·lat[d]
- 2020-21:  Akwa United (1)
- 2021-22:  Rivers United (1)
- 2022-23:  Enyimba FC (9)